# Хроват, Уршка
Уршка Хроват (словен. Urška Hrovat; род. 18 февраля 1974, Любляна) — словенская горнолыжница. Специализировалась в слаломе и гигантском слаломе.

## Карьера
Дебютировала в Кубке мира в январе 1992 года в 17-летнем возрасте.
Трижды подряд участвовала в зимних Олимпийских играх (1992, 1994 и 1998). Дебютировала на Олимпиаде в Альбервиле в супер-гиганте в свой 18-й день рождения. Лучшее достижение на Олимпиадах — 8-е место в слаломе в 1994 году в Лиллехаммере.
Лучшее место в общем зачёте Кубка мира — 9-е в 1998 году. В 1994 году заняла 3-е место в зачёте слалома Кубка мира (уступила Френи Шнайдер и Пернилле Виберг), а в 1996 году была второй в этом же зачёте (уступила австрийке Эльфи Эдер).
Одержала за карьеру пять побед на этапах Кубка мира в слаломе. Завершила карьеру в 2001 году.

## Победы на этапах Кубка мира (5)
| № | Дата            | Место               | Заезд  |
| - | --------------- | ------------------- | ------ |
| 1 | 22 января 1994  | Марибор             | Слалом |
| 2 | 30 декабря 1994 | Мерибель            | Слалом |
| 3 | 14 января 1996  | Гармиш-Партенкирхен | Слалом |
| 4 | 14 марта 1998   | Кранс-Монтана       | Слалом |
| 5 | 21 ноября 1998  | Парк Сити           | Слалом |

## Семья
Муж — хоккеист Лука Жагар, их сын Филип.
1. ↑  K.M. Vražja Slovenka Urška Hrovat več kot 10 let srečna v objemu hokejista (словен.) // Njena — 2023.